# خیابان بریک‌لین

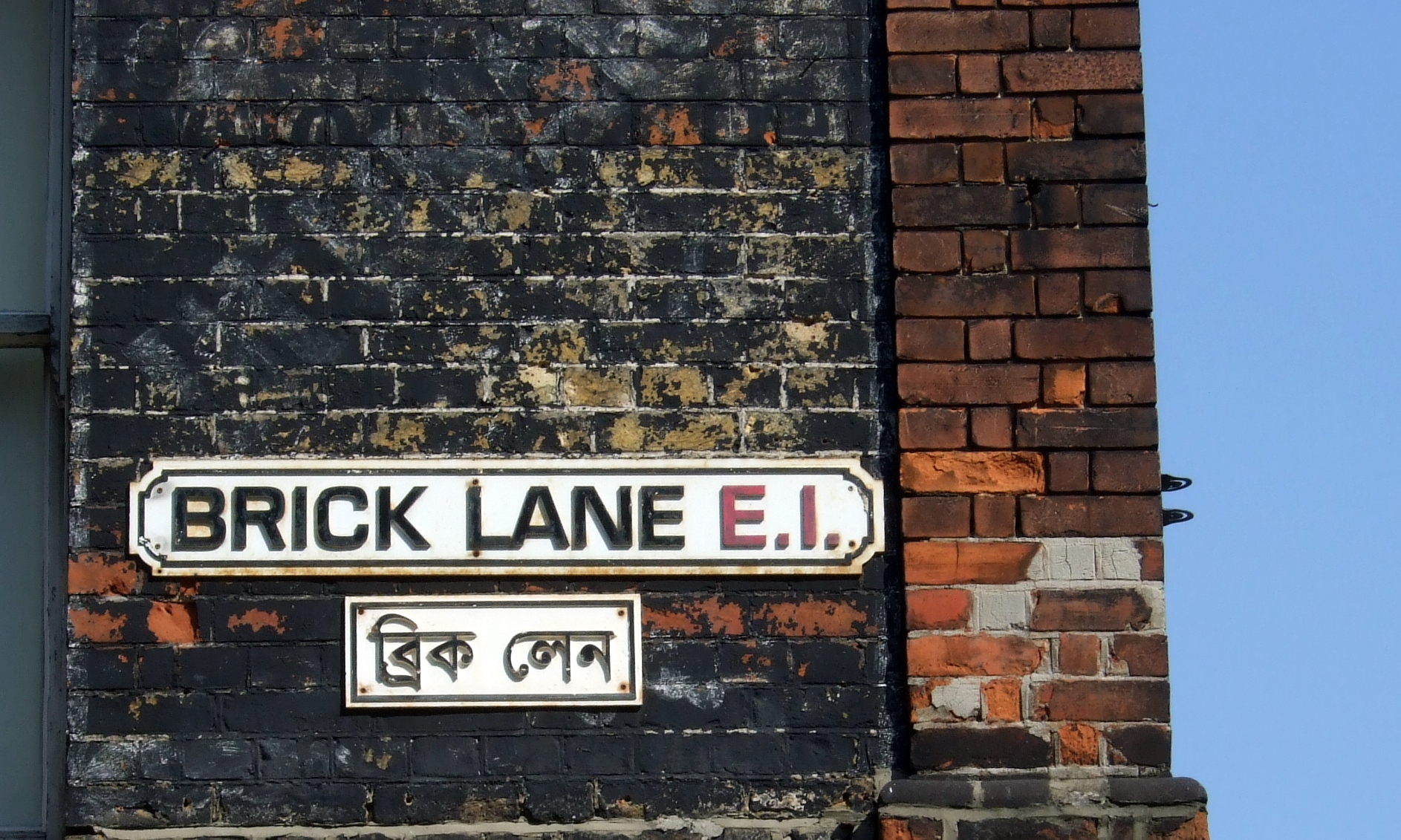
تابلوی خیابان بریک‌لِین به انگلیسی و بنگالی.

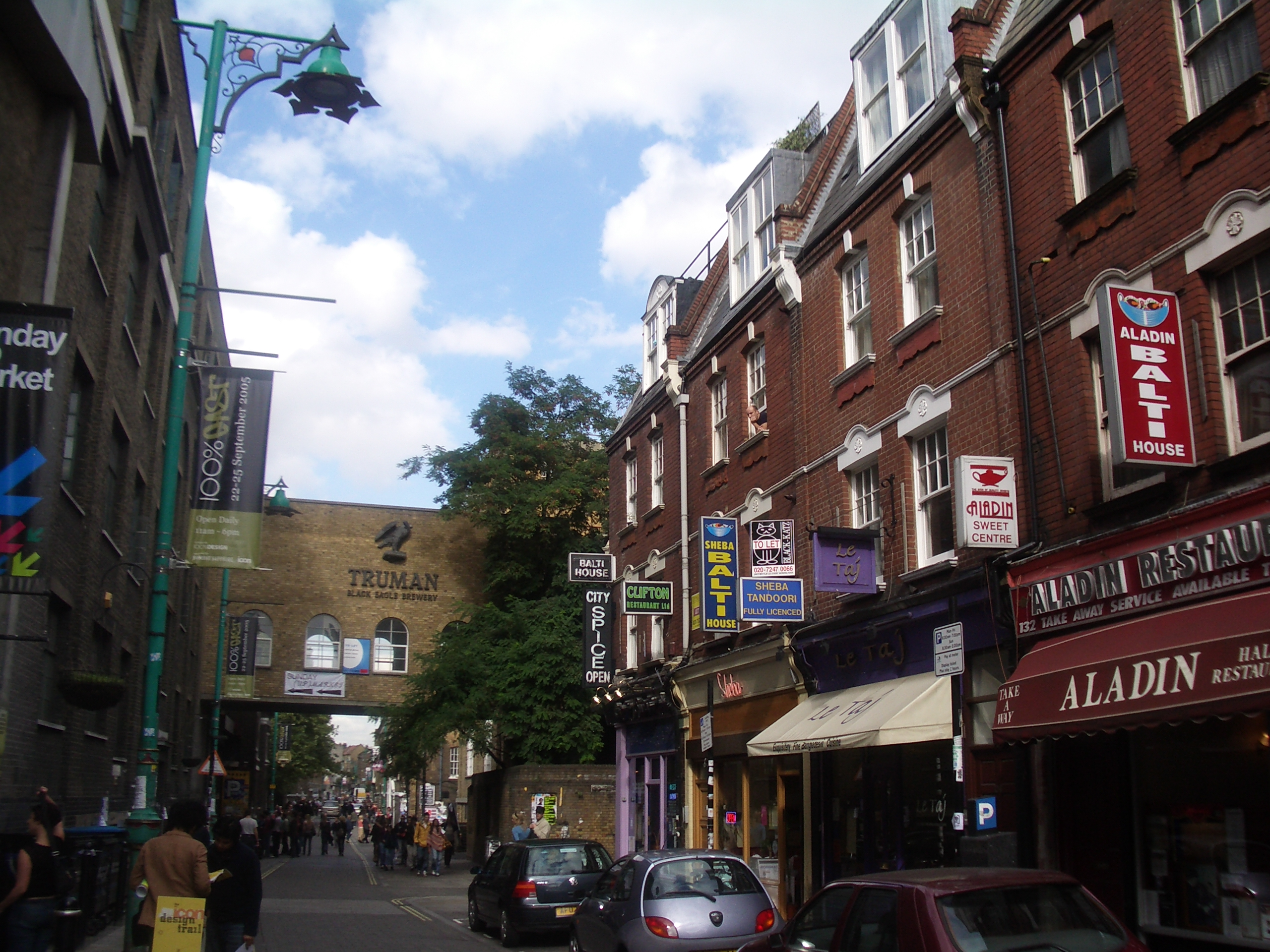
برخی از رستوران‌های خیابان بریک‌لِین.

خیابان بریک‌لِین (به انگلیسی: Brick Lane به معنای راسته آجرها)، خیابانی در بخش شرقی لندن است. این خیابان حدود یک و نیم کیلومتر طول دارد و از دیرباز محل مهاجران بوده است. 
خیابان بریک‌لین، امروزه مرکز جامعه مهاجرین بنگلادشی مقیم لندن به حساب می‌آید و قبل از این نیز قلب جامعه یهودیان اشکنازی و ایرلندی‌های لندن به‌شمار می‌رفت.